# 9393 Apta
9393 Apta è un asteroide della fascia principale. Scoperto nel 1994, presenta un'orbita caratterizzata da un semiasse maggiore pari a 2,6045093 UA e da un'eccentricità di 0,1032563, inclinata di 4,38023° rispetto all'eclittica.